# 信玄餅
信玄餅（しんげんもち）は、山梨県北杜市に所在する菓子製造メーカーの金精軒製菓株式会社が製造・販売する土産菓子、和菓子。同社の登録商標（第1015994号他）である。武田信玄が絶賛したことにより、信玄餅という名前になったという説もある。

## 特徴
求肥と餅米で作った餅に、きな粉をまぶした餅菓子で、黒蜜をかけ、付属の楊枝で食べる。食べる際にきな粉や黒蜜が溢れるため、金精軒が薦める「信玄餅の食べ方」がある。

## 起源
甲斐の戦国大名・武田信玄が出陣の際、非常食としていた砂糖入りの餅にちなんで作られた、という逸話と、山梨県ではお盆に食べるのが風習となっている安倍川餅から由来した、という2つのルーツを持っている。
販売当初は現在の土産品形態ではなく、安倍川餅のような大きな切り餅を求肥加工し、きな粉とまぶし、黒蜜をつけて「信玄餅」と銘打って販売していた。その後、現在の個包装へ形態が変わり、土産品として定着した。現在、信玄餅を販売する金精軒では、販売当初の信玄餅を再現した「極上生信玄餅」も販売している。

### 水信玄餅

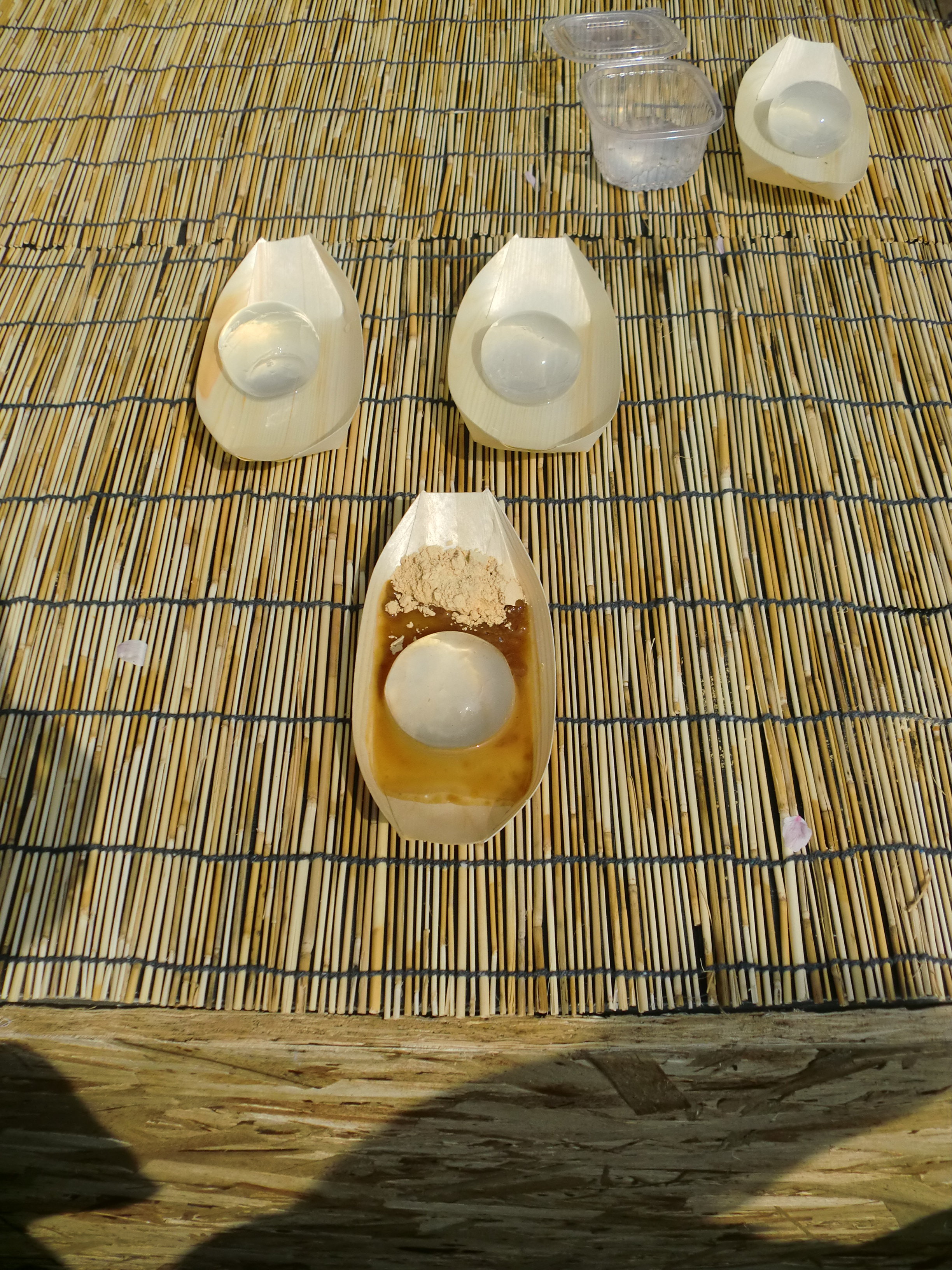
水信玄餅

信玄餅の派生形として水信玄餅がある。北杜市の白州町から湧出しているミネラルウォーターに寒天を少量加えたものである。透明度と食感を表現するため固形化できるギリギリの量の寒天を使用していることから常温だと水が染み出し続け、30分でしぼんでしまい販売できなくなる。そのため金精軒の店舗である「台ヶ原金精軒」（台ヶ原店、韮崎店）のみしか取り扱っておらず、かつ販売時期も6月から9月までの土・日曜日のみとなっている。

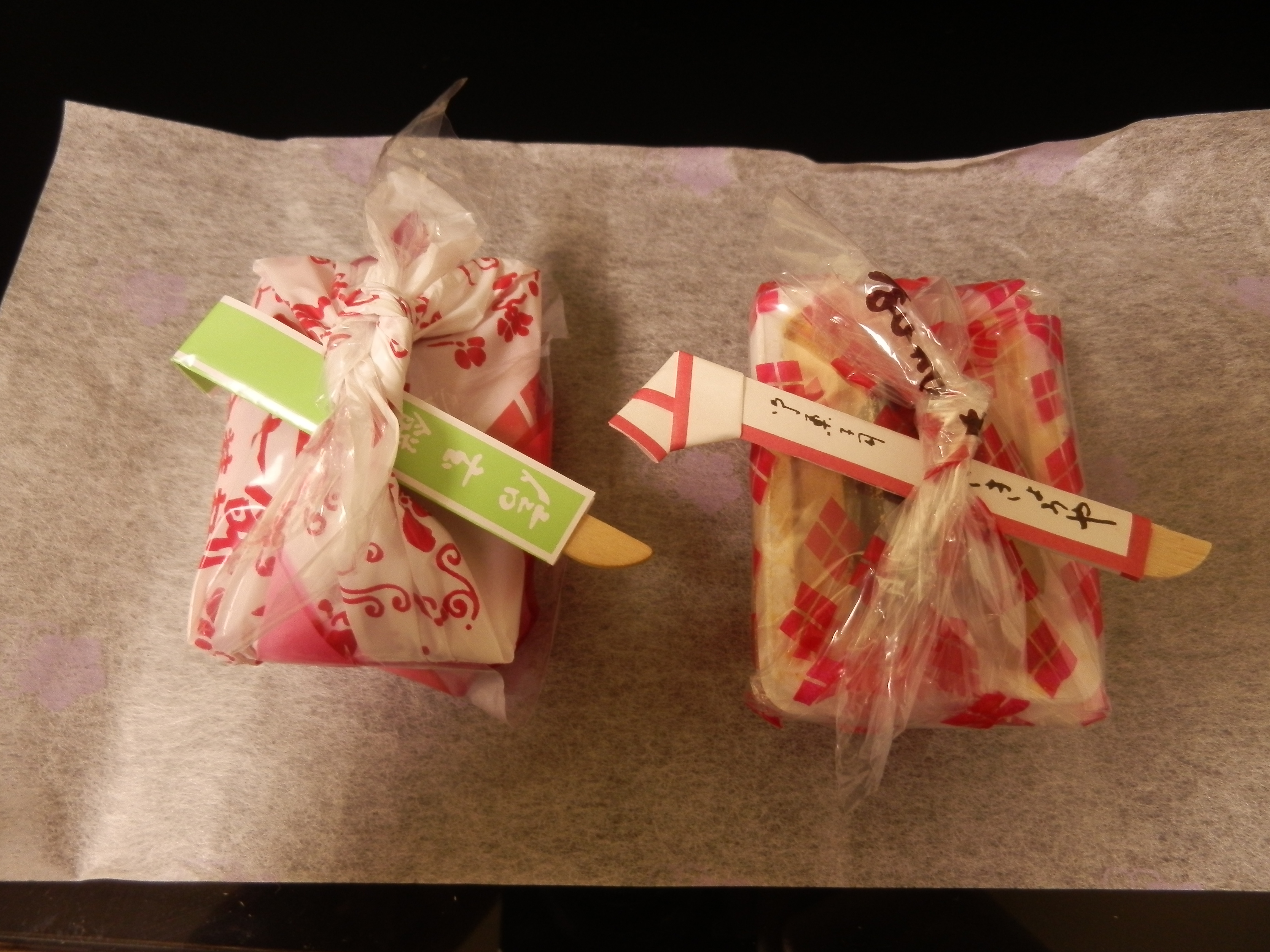